# Цапаревска река
Цапаревска река е река в Югозападна България, област Благоевград, община Струмяни, десен приток на река Струма. Дължината ѝ е 24 km. Отводнява източните части на Малешевска планина.
Цапаревска река извира на 1372 m н.в., на около 300 m западно от връх Голак (1453 m) в централната част на Малешевска планина. По цялото си протежение тече в посока изток-югоизток в сравнително дълбока долина, обрасла с редки гори и ерозирани склонове. Влива се отдясно в река Струма, на 125 m н.в., в чертите на село Микрево.
Площта на водосборния басейн на реката е 78 km2, което представлява 0,45% от водосборния басейн на река Струма.
Основни притоци: → ляв приток, ← десен приток
- → Правеца
- ← Рибнишка река
- ← Липовска река
- → Горемска река (най-голям приток)

Цапаревска река е с преобладаващо дъждовно подхранване с максимум март-април и минимум август-септември.
По течението на реката няма населени места, а само в устието ѝ е разположено село Микрево в Община Струмяни.
Съвсем малка част от водите на реката – и то главно в района на Микрево, се използват за напояване.

## Топографска карта
- Лист от карта K-34-83. Мащаб: 1 : 100 000.
- Лист от карта K-34-95. Мащаб: 1 : 100 000.